# Джон Лі Качхіу
Джон Лі Качхіу (7 грудня 1957 , Британський Гонконг ) — гонконзький державний діяч. 
У минулому він обіймав великі посади, пов'язані з безпекою та поліцією. 
До квітня 2022 року обіймав посаду головного секретаря адміністрації Гонконгу, другий за значимістю після голови адміністрації.
Був обраний наступним головою адміністрації Гонконгу, посаду має обійняти з 1 липня 2022 року.

## Кар'єра
У віці 20 років, в 1977 році Лі Качхіу вступив до Королівської поліції Гонконгу та обійняв посаду інспектора пробації. 
Згодом він змінив безліч оперативних посад у різних слідчих відділах, паралельно здобувши ступінь магістра державної політики та адміністрування в Університеті Чарлза Стерта в Австралії. 
Також він навчався у лондонському Королівському коледжі оборонних наук

.
В 2012 році при Лян Чженьїні Джон Лі став молодшим секретарем з безпеки 
.
На цій посаді він займався багатьма суспільними проблемами, причому його критикували за спірні методи реагування на них. 
Так, у червні 2014 року, під час протестів проти державного «Плану розвитку» на північному сході Нових територій, поліцейських звинувачували в тому, що вони, маскуючись під протестувальників, підготували їх до незаконних дій, включаючи штурм Законодавчої ради. 
Джон Лі спочатку заперечував ці заяви, а потім визнав, що поліцейські у цивільному справді вирушали на мітинги, але вони «не відігравали протестувальників» 
.
У липні 2017 року, за адміністрації Керрі Лам, Джона Лі підвищили до секретаря з безпеки. 
В 2019 Джон був одним з головних прихильників Білля про екстрадицію, що викликав масштабні протести

Також у липні 2020-го він став одним із десяти членів Комітету із забезпечення національної безпеки в Гонконгу 
.
У грудні 2020 року Джон Лі підтримав заморожування банківських рахунків опозиційного депутата Теда Хея, який представляв інтереси протестувальників. 
Він також пригрозив блокуванням інших рахунків, у тому числі тих, що належать родичам політика, якщо вони «вважатимуться причетними до злочину» 
 
У січні 2021 року, на тлі арешту 53 продемократичних активістів, Джон Лі заявив Законодавчій раді, що вони «підривали державну владу» і «збиралися влаштувати державний переворот» 

 
Крім того, він заявив, що новоприйнятий Закон про національну безпеку надасть поліції більше повноважень для стеження та перехоплення комунікацій 
.
25 червня 2021 року Джон Лі став головним секретарем адміністрації Гонконгу. 
Він став третім колишнім поліцейським, що здобув другу високу посаду в регіоні, з часів Вільяма Кейна (колоніального секретаря в 1946-1854 роках) і Френсіса Генрі Мея (1902 — 1911 рр) 
.
У січні 2022 року, після арешту співробітників авторитетного 

 
опозиційного видання «Лапцхен Саньмань» («Stand News»), Джон Лі заявив американським ЗМІ, що висвітлював це, що «якщо вони і справді зацікавлені у свободі слова, вони мають підтримувати дії проти людей, що незаконно експлуатують ЗМІ у своїх політичних та особистих цілях» 
.
6 квітня 2022 року Лі заявив про звільнення з посади. 
Він став єдиним кандидатом на посаду голови адміністрації.

## Особисте життя
Дружина та двоє дітей Джона Лі мають британське підданство, що дає самому Лі право його отримати 
.
Раніше він уже мав громадянство Великої Британії, але в 2012 відмовився від нього, щоб здобути посаду молодшого секретаря з безпеки 
.
У серпні 2020 року, наказом президента США Дональда Трампа, Джон Лі опинився під санкціями Міністерства фінансів США за дії проти самоврядування Гонконгу 

.
Пізніше в жовтні того ж року Державний департамент США включив його до списку з десяти осіб, які «значно сприяли Китаю в невиконанні Об'єднаної китайсько-британської декларації та Основного закону Гонконгу» 
.
Лі має домробітницю, в лютому 2022 року у неї діагностували Covid-19 . 
Тести родини Лі не виявили хвороби, але він був змушений піти на самоізоляцію 
.
Джон Лі володіє віллою в районі Хо Мань Тінь, він купив її в 1997 за 12.5 мільйонів гонконзьких доларів 
.
Серед прихильників опозиції Джон Лі має прізвисько «Пікачу» 
.